# Comuna Karasîn, Manevîci
Karasîn (în ucraineană Карасин) este o comună în raionul Manevîci, regiunea Volînia, Ucraina, formată din satele Karasîn (reședința) și Zamostea.

## Demografie
Componența lingvistică a satului Karasîn
     Ucraineană (99,79%)
     Alte limbi (0,21%)
Conform recensământului din 2001, majoritatea populației satului Karasîn era vorbitoare de ucraineană (99,79%), existând în minoritate și vorbitori de alte limbi.